# مصطفی مهدی‌زاده
مصطفی مهدی‌زاده (۱۳۲۸ مشهد - ۲۴ آبان ۱۳۸۸ تهران) از خوشنویسان و نستعلیق‌نویسان معاصر ایران است.
مصطفی مهدی‌زاده فرزند غلامحسین در سال ۱۳۲۸ در مشهد متولد شد. از همان دوران کودکی و دبستان به هنر علاقه‌مند بود و با پس از پایان دوران تحصیل در دبیرستان در کلاس‌های خوشنویسی «سید غلام‌رضا موسوی خطاط» شرکت کرد و از سال ۱۳۴۷ کلاس‌های انجمن خوشنویسان ایران در مشهد را اداره می‌کرد.
در سال ۱۳۴۸ او با شرکت در کلاسهای استاد حسین میرخانی، توانست به سرعت دوره‌های خوش‌نویسی را با موفقیت سپری کند. مهدی‌زاده از سال ۱۳۵۰ به عنوان مدرس انجمن خوشنویسان ایران در مشهد آغاز به کار کرد.
او در سال ۱۳۵۱ نیز به استخدام آستان قدس رضوی در آمد. او بسیاری از کتیبه‌های مجموعه آستان قدس رضوی را نوشت و مدتی مسؤولیت «آفرینشهای هنری آستان قدس رضوی» را عهده‌دار بود.
از سال ۱۳۵۸ که انجمن خوشنویسان به شکل شورایی اداره شد، عضویت و سرپرستی شورا را تا سال ۱۳۷۰ برعهده‌ داشت.
مهدی‌زاده از سال ۱۳۷۳ به تهران رفت و کارش را در آستان قدس با مسؤولیت موزه ملک در تهران ادامه داد. او همچنین پس از اقامت در تهران عضو شورای عالی انجمن خوشنویسان ایران و مدرس این انجمن در تهران شد و تا اواخر عمرش نیز این همکاری ادامه داشت؛ او سرپرستی انجمن خوشنویسان ایران شعبه شمیرانات را که بزرگترین شعبه این انجمن در سراسر کشور است را عهده‌دار بود.
مصطفی مهدی‌زاده در بسیاری از نمایشگاه‌های خوشنویسی گروهی داخل و خارج از کشور شرکت کرد و آثارش در بسیار از مجموعه‌های خوشنویسی به‌چاپ رسیده است.
مصطفی مهدی‌زاده شامگاه ۲۴ آبان ماه ۱۳۸۸ به علت عارضه تنفسی و ایست قلبی در بیمارستان جم تهران درگذشت و پیکر او پس از تشیع از مقابل ساختمان انجمن خوشنویسان واحد شمال و با حضور جمعی از اهالی هنر خوشنوسی و شاگردانش به مشهد منتقل و در صحن جمهوری حرم امام رضا به خاک سپرده شد.